# Passadiços do Paiva
Os Passadiços do Paiva são uma série de passadiços pedonais de madeira do rio Paiva, em Arouca. Os passadiços têm um comprimento de cerca de 8,7 quilómetros, estando prevista a construção de mais 12 quilómetros. Foram construídos ao longo da margem esquerda do rio Paiva, na bacia hidrográfica do rio Douro, entre a ponte de Espiunca e a praia fluvial do Areinho, abarcando assim a área conhecida como a Garganta do Paiva, sendo um dos elementos do Geopark Arouca. Localizado a uma hora de distância do Porto, os Passadiços do Paiva permitem sair da realidade do espaço urbano da cidade do Porto e entrar num cenário saído de um filme. Em Agosto de 2017, na sequência do seu sucesso, foi adjudicada a construção de uma ponte pedonal de 480 metros sobre o rio Paiva, com um orçamento de cerca de 1,7 milhões de euros, cujo piso transparente (construído com uma malha metálica super-resistente) estará suspenso a 150 metros de altura, com 1,20 metros de largura em toda a extensão, apoiada por apenas dois cabos a ligar ambas as margens do rio na zona da Garganta do Paiva, permitindo apreciar a cascata das Aguieiras e a escadaria monumental dos Passadiços do Paiva a partir de uma cota superior. Contudo, houve críticas imediatas dos movimentos ambientalistas pela possibilidade da ponte transparente resultar num instrumento para "turismo de massas" prejudicial à biodiversidade local.
Os Passadiços do Paiva, a 4 de Setembro de 2016, foram eleitos como projeto turístico mais inovador da Europa, na edição de 2016 dos World Travel Awards, na categoria de Projeto de Desenvolvimento Turístico Líder na Europa, considerados os Óscars do Turismo a nível mundial. Pelo segundo ano consecutivo, o equipamento 'Passadiços do Paiva' ganhou o prémio de 'Melhor projecto de desenvolvimento turístico da Europa', numa cerimónia que ocorreu no dia 30 de Setembro de 2017 em São Petersburgo, na Rússia
No ano de 2018, pela terceira vez consecutiva, os Passadiços do Paiva venceram, na Grécia, esses denominados "Óscares" do Turismo para Melhor Projeto Europeu de Desenvolvimento Turístico e também Melhor Atração Europeia de Turismo de Aventura.
Tendo candidatado os Passadiços do Paiva, o Município de Arouca (concelho com uma forte ligação sócio-económica ao espaço urbano do Porto, para além da proximidade territorial, visto que a fronteira de São Miguel do Mato (Arouca) com Gondomar dista cerca de 20 km da cidade do Porto) venceu o prémio «Município do Ano 2016», na categoria «Área Metropolitana do Porto», na terceira edição dos prémios «Município do Ano», que são uma organização da UM-Cidades (Universidade do Minho), que pretende premiar boas práticas, a partir de projetos com impactos significativos no território, na economia e na sociedade, e que promovam o crescimento, a inclusão e a sustentabilidade.
O percurso faz-se sob uma estrutura madeira de pinho tratada com Koppers MicroPro, ancorada em ferro no maciço rochoso, sendo necessário, para o percorrer, alguns cuidados regulamentares e medidas de segurança.
O passadiço também integra troços em degraus e algumas parcelas em terra firme.
Ao longo do percurso encontram-se painéis explicativos e informativos quanto a referências naturais como a cascata da Aguieira e os rápidos mais fortes do rio, como o chamado 'Rápido Grande', de 100 metros de extensão em corrente acelerada, e o 'Rápido das Marmitas', de 50 metros.
O percurso estende-se entre as praias fluviais do Areinho e de Espiunca, encontrando-se, entre as duas, a praia do Vau. Pelo percurso, podem-se observar várias tipos de espécies selvagens no ambiente envolvente.

## História

### Adjudicação e construção
Por deliberação tomada por unanimidade, a Câmara Municipal de Arouca adjudicou a construção dos Passadiços do Paiva, pelo valor de €1.854.583,70, à empresa “DST – Domingos Silva Teixeira, S.A.” em fevereiro de 2013.
A obra é do arquiteto Nuno Martins Melo.

### Inauguração

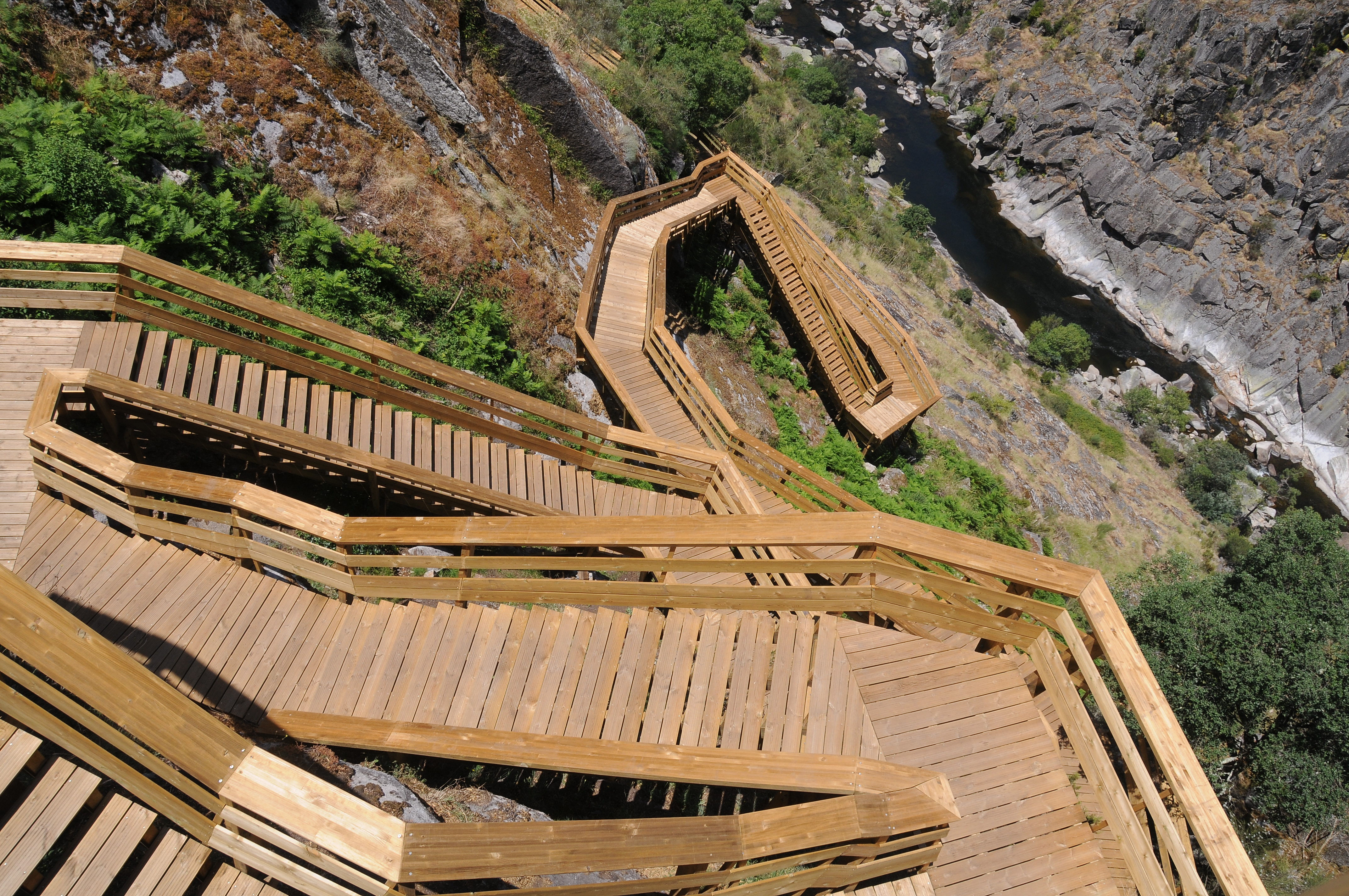
Descida, pela encosta da Garganta do Paiva, no passadiço

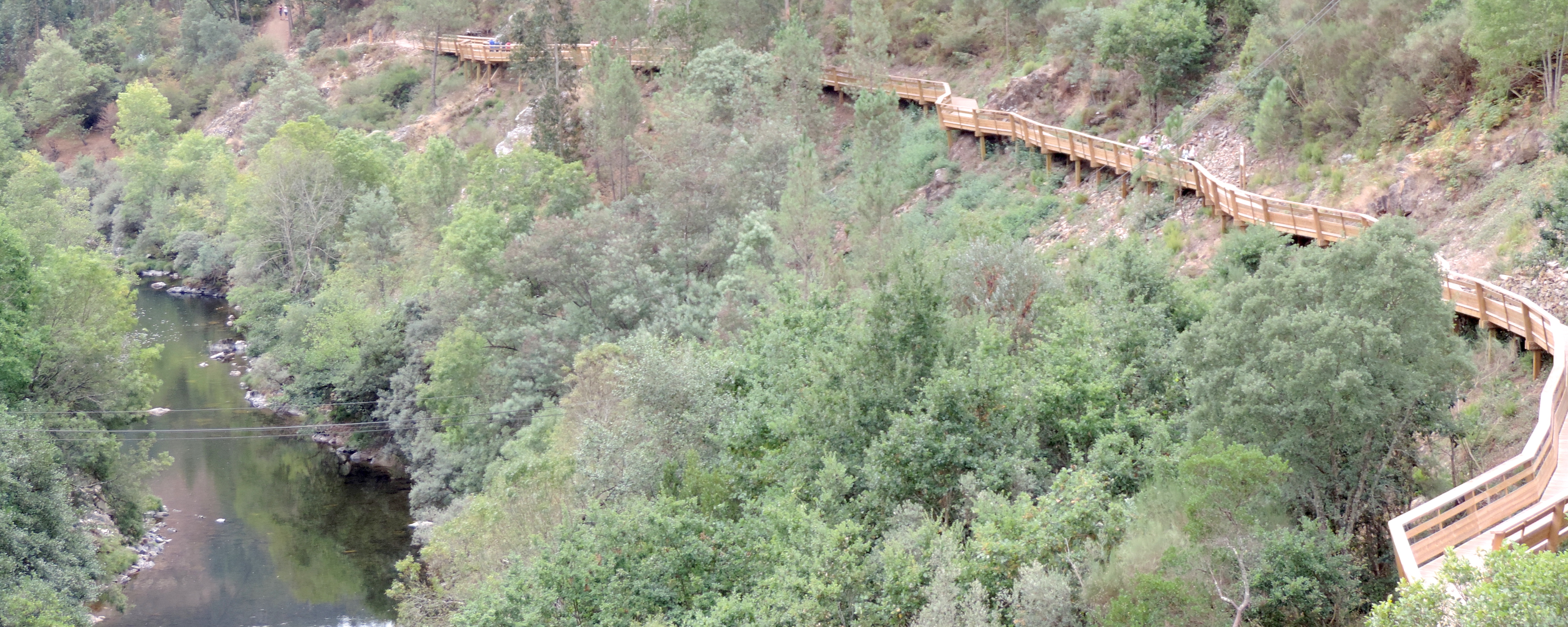
Os Passadiços serpenteiam pela encosta íngreme do rio Paiva

Foram inaugurados em 20 de junho de 2015. Nos primeiros 2 meses e meio receberam mais de 200 mil pessoas.

### Incêndio de 2015
Em 7 de setembro de 2015, um incêndio florestal na freguesia de Canelas e Espiunca afetou cerca de 600 metros de passadiço, o que levou ao encerramento provisório do mesmo.

### Reabertura em 2016
Os Passadiços do Paiva reabriram em 15 de fevereiro de 2016 com nova escadaria e condições melhoradas. A entrada passou a ser limitada e paga, mas há um troço com cerca de um quilómetro de livre acesso.
Até ao alto da garganta do Paiva, nasceu nova escadaria, com 150 a 200 metros de altura que eliminou um ponto fraco dos Passadiços do Paiva que era o caminho em terra por um eucaliptal de um quilómetro. A ligação foi encurtada para cerca de 250 metros e volta-se para o rio.
O meio do percurso ganhou casas de banho (pré-fabricadas), na praia fluvial do Vau. A de Espiunca, no início, passou a ter zona de estacionamento para mais de 400 carros, em terrenos agrícolas arrendados.

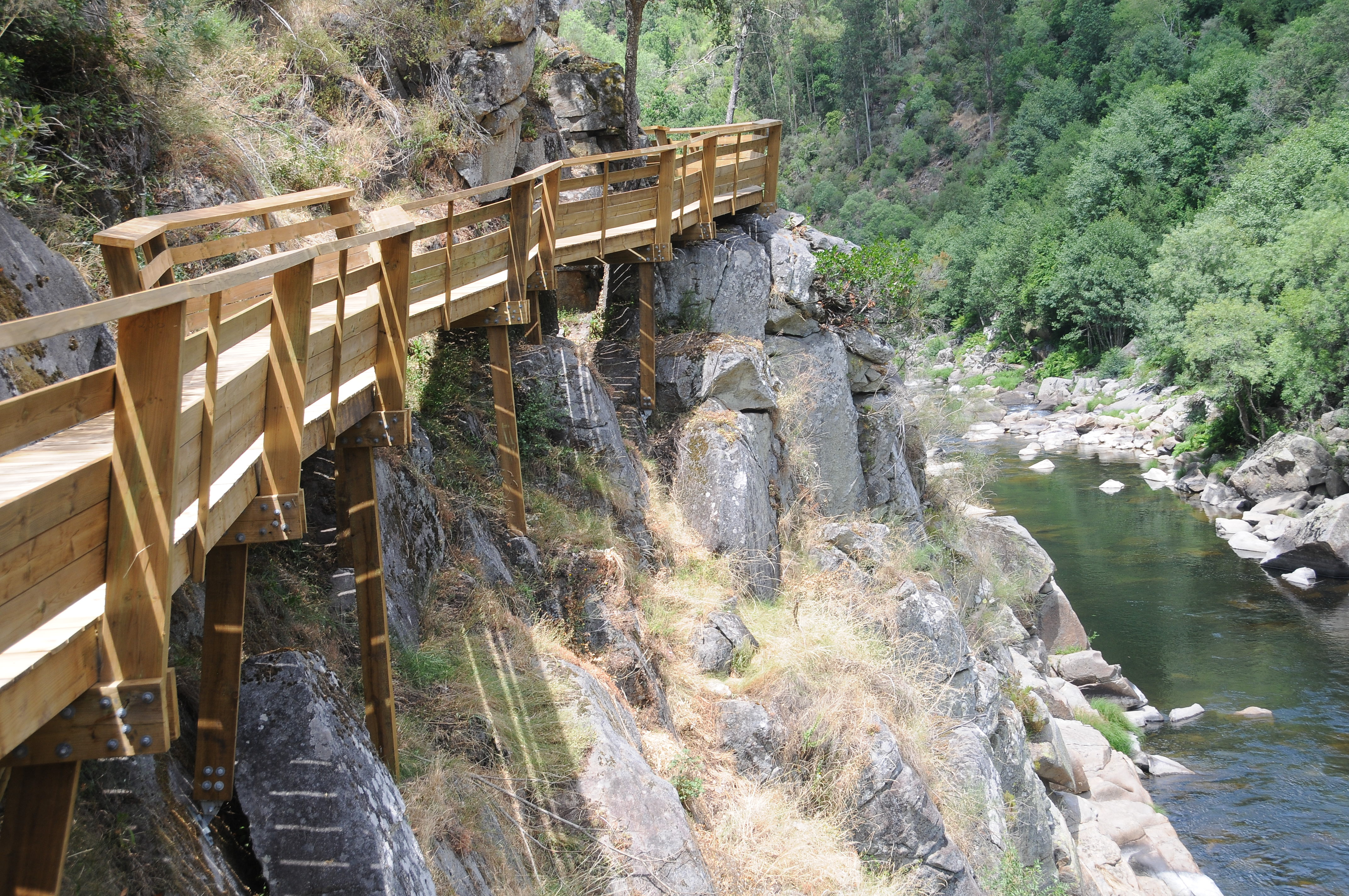
Um aspeto do passadiço

A afluência passou a ser limitada a 3500 visitantes diários. As entradas passaram a custar um euro. Os acessos são controlados através de uma plataforma online que foi lançada a 1 de fevereiro. Para a realização do percurso integral, os interessados têm que solicitar o seu direito de entrada através da Internet e depois apresentar o comprovativo dessa reserva aos funcionários que, nas três entradas do percurso, verificam os respetivos dados. A população de Arouca tem entrada livre mediante a apresentação de um cartão de residente que custa 2,50 euros, sem IVA, e é válido por três anos.

### Incêndio de 2016
A 11 de agosto de 2016 voltaram a ser consumidos pelas chamas, obrigando ao seu encerramento, num incêndio de grandes proporções que destruiu uma dimensão considerável do território florestal de Arouca, mas foram reabertos, de modo parcial, passado cerca de uma semana do incêndio, no dia 19 de agosto de 2016.

### Reabertura em 2017
A 13 de abril de 2017, foram reabertos e, para o ano de 2017, foram outra vez nomeados para os World Travel Awards. Com essa reabertura, o Município de Arouca criou um novo parque de estacionamento e contratou mais controladores de entradas.

### Ponte 516 Arouca
Foi construída uma ponte pedonal suspensa sobre o rio que, com um vão de 516 metros, uma altura de 175 metros e uma largura do tabuleiro de 1,20 metros. Atravessar a maior ponte suspensa do mundo, devido ao seu vão de 516 metros, custa 12 euros por pessoa.
A ponte foi batizada «Arouca 516» precisamente devido à sua extensão.

### Incêndio de 2024
Em 17 de setembro de 2024 um incêndio atingiu os passadiços destruindo cerca de 500 a 600 metros dos passadiços junto à zona do Areinho.

## Reconhecimento
Em 7 de outubro de 2015, a Câmara Municipal de Arouca recebeu o Prémio do Salão Imobiliário de Lisboa, na categoria «Reabilitação Urbana – espaços públicos», reconhecendo o carácter singular e inovador do projeto «Passadiços do Paiva».
O Conselho Estratégico do evento e a Fundação AIP foram unânimes na atribuição do «Prémio Reabilitação Urbana na categoria espaços públicos» aos «Passadiços do Paiva» pelo «contributo para o desenvolvimento do sector imobiliário, na vertente da reabilitação de espaços públicos».
Em setembro de 2016, os Passadiços foram um dos premiados da edição de 2016 dos World Travel Awards, que, considerados os Óscares do Turismo a nível mundial, distinguiram o projeto de Arouca como o mais inovador da Europa.
Em junho de 2017, os Passadiços foram premiados na quarta edição do Prémio Nacional de Arquitetura em Madeira de 2017. A cerimónia de entrega do prémio realizou-se em 30 de junho de 2017 no Museu da Ciência da Universidade de Coimbra. Entregue pelo ministro Adjunto Eduardo Cabrita, o prémio é um cheque de dez mil euros e o Troféu Siza Vieira.
Em Setembro de 2017, o presidente da Câmara de Arouca anunciou a geminação com a cidade de Zhangjiajie, na China, com vista à promoção dos respetivos geoparques e a atração de mais visitantes asiáticos ao concelho português, com a consequente cooperação entre esses dois geoparques da rede UNESCO.
Em 28 de outubro de 2023, nos World Luxury Hotel Awards atribuídos em Atenas, conquistaram dois prémios internacionais de turismo. Foram eleitos a Melhor Experiência de Aventura na Europa (Best Adventure Experience in Europe) e Melhores Percursos de Trekking no Sul da Europa (Best Trekking Tours in a Southern Europe).

## Preocupações e ameaças

### Turismo de massas
A abertura ao público deste troço do Rio Paiva, com a construção dos "Passadiços do Paiva" e a ponte suspensa, têm impactos na conservação deste importante rio português, que têm sido salientadas pela Associação S.O.S. Rio Paiva. Desde a inauguração destes equipamentos que a organização não-governamental tem vindo a reivindicar investimento na conservação da biodiversidade e da qualidade da água. A inauguração dos "Passadiços do Paiva" em 2015 gerou um fluxo de milhares de pessoas diariamente, causando grandes problemas relacionados com o estacionamento de viaturas e o acesso em massa de turistas a esta zona do rio o que motivou a adoção de medidas para controlar o acesso ao equipamento. O alargamento do equipamento com a construção da nova ponte suspensa, preocupa a associação ambientalista que exige que o investimento em equipamentos de lazer seja acompanhado de investimento na conservação do rio e na eliminação de focos de poluição.

## Lista de Passadiços de Portugal
- Passadiços da Barca da d'Amieira
- Passadiços da Foz do Arelho[40]
- Passadiços das Fragas de São Simão
- Passadiços do Alamal
- Passadiços do Orvalho
- Passadiços do Paiva